# Liste des districts dans le borough londonien de Southwark

Southwark dans le Grand Londres.

Cet article dresse une liste des districts du borough londonien de Southwark. La zone du code postal de Southwark est SE.

## Districts
| District            | Ville postale | Zone postal/District  | Coordonnées                 | OS grid ref |
| ------------------- | ------------- | --------------------- | --------------------------- | ----------- |
| Bankside            | LONDRES       | SE1                   | 51° 30′ 30″ N, 0° 06′ 00″ O | TQ319805    |
| Bermondsey          | LONDRES       | SE1,SE16              | 51° 29′ 55″ N, 0° 04′ 33″ O | TQ335795    |
| Camberwell          | LONDRES       | SE5, SE15, SE21, SE22 | 51° 28′ 25″ N, 0° 05′ 28″ O | TQ325767    |
| Crystal Palace      | LONDRES       | SE19, SE20, SE26      | 51° 25′ 13″ N, 0° 04′ 14″ O | TQ341708    |
| Denmark Hill        | LONDRES       | SE5                   | 51° 28′ 04″ N, 0° 05′ 25″ O | TQ327760    |
| Deptford            | LONDRES       | SE8                   | 51° 28′ 41″ N, 0° 01′ 35″ O | TQ365775    |
| Dulwich             | LONDRES       | SE21–SE24, SE26       | 51° 26′ 45″ N, 0° 04′ 40″ O | TQ345725    |
| Dulwich Village     | LONDRES       | SE21                  | 51° 26′ 51″ N, 0° 05′ 08″ O | TQ455895    |
| East Dulwich        | LONDRES       | SE22                  | 51° 27′ 43″ N, 0° 05′ 02″ O | TQ345745    |
| Elephant and Castle | LONDRES       | SE1, SE11, SE17       | 51° 29′ 42″ N, 0° 06′ 04″ O | TQ319789    |
| Herne Hill          | LONDRES       | SE24                  | 51° 27′ 16″ N, 0° 05′ 37″ O | TQ325745    |
| Honor Oak           | LONDRES       | SE23                  | 51° 27′ 02″ N, 0° 03′ 06″ O | TQ355745    |
| Kennington          | LONDRES       | SE11                  | 51° 28′ 53″ N, 0° 07′ 11″ O | TQ305775    |
| Newington           | LONDRES       | SE1, SE17             | 51° 29′ 56″ N, 0° 05′ 24″ O | TQ325795    |
| Nunhead             | LONDRES       | SE15, SE4             | 51° 27′ 44″ N, 0° 03′ 03″ O | TQ355755    |
| Peckham             | LONDRES       | SE15                  | 51° 28′ 17″ N, 0° 03′ 45″ O | TQ345765    |
| Rotherhithe         | LONDRES       | SE16                  | 51° 29′ 56″ N, 0° 02′ 33″ O | TQ358796    |
| Southwark           | LONDRES       | SE1                   | 51° 29′ 56″ N, 0° 05′ 24″ O | TQ325795    |
| Surrey Quays        | LONDRES       | SE16                  | 51° 29′ 31″ N, 0° 02′ 40″ O | TQ356789    |
| Walworth            | LONDRES       | SE1, SE17             | 51° 29′ 23″ N, 0° 05′ 26″ O | TQ325785    |
| West Dulwich        | LONDRES       | SE21                  | 51° 26′ 00″ N, 0° 05′ 00″ O | TQ333722    |

## Référence
- (en) Cet article est partiellement ou en totalité issu de l’article de Wikipédia en anglais intitulé « List of districts in the London Borough of Southwark » (voir la liste des auteurs).